# 1830 في فنزويلا
فيما يلي قوائم الأحداث التي وقعت خلال عام 1830 في فنزويلا.

## سياسة

### تعيين في المنصب
- 13 يناير – خوسيه أنطونيو بايث رئيس فنزويلا.

## مواليد

### أبريل
- 19 أبريل – هيرموجينيس لوبيز سياسي فنزويلي.

## وفيات

### يونيو
- 4 يونيو – أنطونيو خوسيه دي سوكري (مواليد 1795)

### ديسمبر
- 17 ديسمبر – سيمون بوليفار (مواليد 1783) عسكري وسياسي فنزويلي وأحد أبرز الشخصيات التي لعبت دورًا هامًا في تحرير الكثير من دول أمريكا اللاتينية التي وقعت تحت طائلة الحكم الإسباني.